# Tom Morel
Pour les articles homonymes, voir Morel.
Théodose Morel, dit Tom Morel, né le 1er août 1915 à Lyon et mort le 10 mars 1944 à Entremont (Haute-Savoie), est un officier et résistant français, compagnon de la Libération.

## Biographie

### Jeunesse et carrière militaire
Il naît dans une famille de la bourgeoisie lyonnaise ; son père est le fils d'un industriel lyonnais de la soierie, sa mère issue d'une famille de juristes et de militaires savoyards.
Il fait de brillantes études chez les jésuites dans la région lyonnaise, au lycée Notre-Dame de Mongré puis à l'externat Saint-Joseph, où il est scout de France et chef de la patrouille des cigognes, puis s'oriente vers la carrière militaire. Il prépare, à Sainte-Geneviève à Versailles, le concours de Saint-Cyr où il entre en 1935 (promotion 1935-1937 Maréchal-Lyautey). Lors de sa scolarité à Saint-Cyr, il est encadré par une autre future personnalité des troupes alpines et de la résistance : Jean Bulle. À sa sortie, en 1937, nommé sous-lieutenant, il choisit d'être affecté au 27e BCA d'Annecy. Il suit alors une formation de haute montagne à Chamonix et devient chef de la section d'éclaireurs skieurs (S.E.S.) du bataillon, dont il fait un instrument de combat de premier ordre. En novembre 1938, il épouse une Annécienne, Marie-Germaine Lamy.
En mai 1939, le 27e BCA est stationné sur la frontière italienne, la S.E.S. commandée par Tom Morel se trouvant juste au-dessus de Val d'Isère. En septembre 1939, tandis que son bataillon part pour le front de l'Est, la section de Tom Morel, promu lieutenant, reste à la garde de la frontière italienne. Deux jours après l’entrée en guerre de l'Italie, le 12 juin 1940, il se distingue dans la bataille des Alpes. Exploitant avec décision le succès de l'une de ses patrouilles, il fait cinq prisonniers et s'empare d'un matériel important. Il est décoré de la croix de Guerre et obtient sa première citation. Blessé le 18 juin, il reste à la tête de sa section. Les 20 et 22 juin, il se bat près du col du Petit-Saint-Bernard où son action contraint les troupes italiennes à se replier. Il reçoit une seconde citation, puis est fait chevalier de la Légion d’honneur. Il n’est alors âgé que de 24 ans.
Tom Morel sert ensuite dans l'armée d'armistice à Annecy sous les ordres du commandant Vallette d'Osia et participe au camouflage d'armes et de matériel. En 1941, il est nommé instructeur à Saint-Cyr, alors repliée en zone sud à Aix-en-Provence, où il encourage implicitement ses élèves à entrer dans la Résistance.

### Résistance et plateau des Glières
Après l'invasion de la zone sud par les Allemands en novembre 1942, Tom Morel passe dans la clandestinité et entre dans la Résistance en Haute-Savoie où il retrouve le commandant Vallette d'Osia, organisateur et chef de l'Armée Secrète (AS) pour ce département. Il va alors s'attacher, avec le capitaine Maurice Anjot, ex-adjoint de Vallette d'Osia, à organiser l'AS dont le nombre de volontaires se multiplie après la mise en œuvre du service du travail obligatoire (STO) en Allemagne en février 1943.  
En septembre 1943, le commandant Vallette d'Osia est arrêté par les Allemands qui viennent de remplacer les Italiens dans l'occupation de la Savoie. C'est le capitaine Henri Romans-Petit, organisateur et chef de l'AS de l'Ain qui lui succède à la tête de l'AS de Haute-Savoie. Celui-ci nomme Tom Morel chef des maquis du département et lui donne pour mission d'organiser la réception des parachutages alliés sur le plateau des Glières.  
Le 31 janvier 1944, Tom Morel s'installe sur le plateau avec 120 maquisards. À la fin février, il a sous ses ordres environ 300 hommes qu'il a organisés en trois compagnies. Tom Morel s'illustre par ses talents de chef et d'entraîneur d'hommes venus d'horizons géographiques, sociaux et politiques très divers. Il adopte la devise « vivre libre ou mourir » et instruit son bataillon pour en faire une unité homogène et opérationnelle en vue des combats de la libération. En février et en mars, de nombreux accrochages se produisent avec les groupes mobiles de réserve (G.M.R.) et avec la Milice du régime de Vichy qui encerclent alors le plateau.  
Le 2 mars, Tom Morel décide une opération commando contre l'hôtel Beau Séjour à Saint-Jean-de-Sixt où sont cantonnés des G.M.R. Trente d'entre eux sont faits prisonniers. Ils doivent servir de monnaie d'échange contre Michel Fournier, étudiant en médecine et médecin auxiliaire du maquis, arrêté au Grand-Bornand quelques jours plus tôt. Les prisonniers sont libérés, mais, malgré l'accord sur l'honneur de l'intendant de police d'Annecy, Michel Fournier reste détenu.
En mars, le maquis des Glières bénéficie de l'arrivée de 120 maquisards du Chablais et du Giffre. Tom Morel décide alors de mener une autre opération, plus importante et plus risquée, contre l'état-major du G.M.R. Aquitaine à Entremont au pied du plateau des Glières. En effet, l'officier de paix Robert Couret, commandant par intérim du G.M.R., n'a pas respecté ses engagements à l'égard de la Résistance et son chef, le commandant Grégoire Lefèbvre, arrivé le 7 mars, a refusé toute discussion avec le maquis. Plus d'une centaine d'hommes participent à l'opération dans la nuit du 9 au 10 mars 1944. Un des groupes, commandé directement par Tom Morel, réussit à prendre l'hôtel de France, siège de l'état-major des G.M.R. Les maquisards désarment leurs prisonniers, mais le commandant Lefèbvre - qui avait gardé un révolver 6,35 mm sur lui - tire sur Tom Morel . 

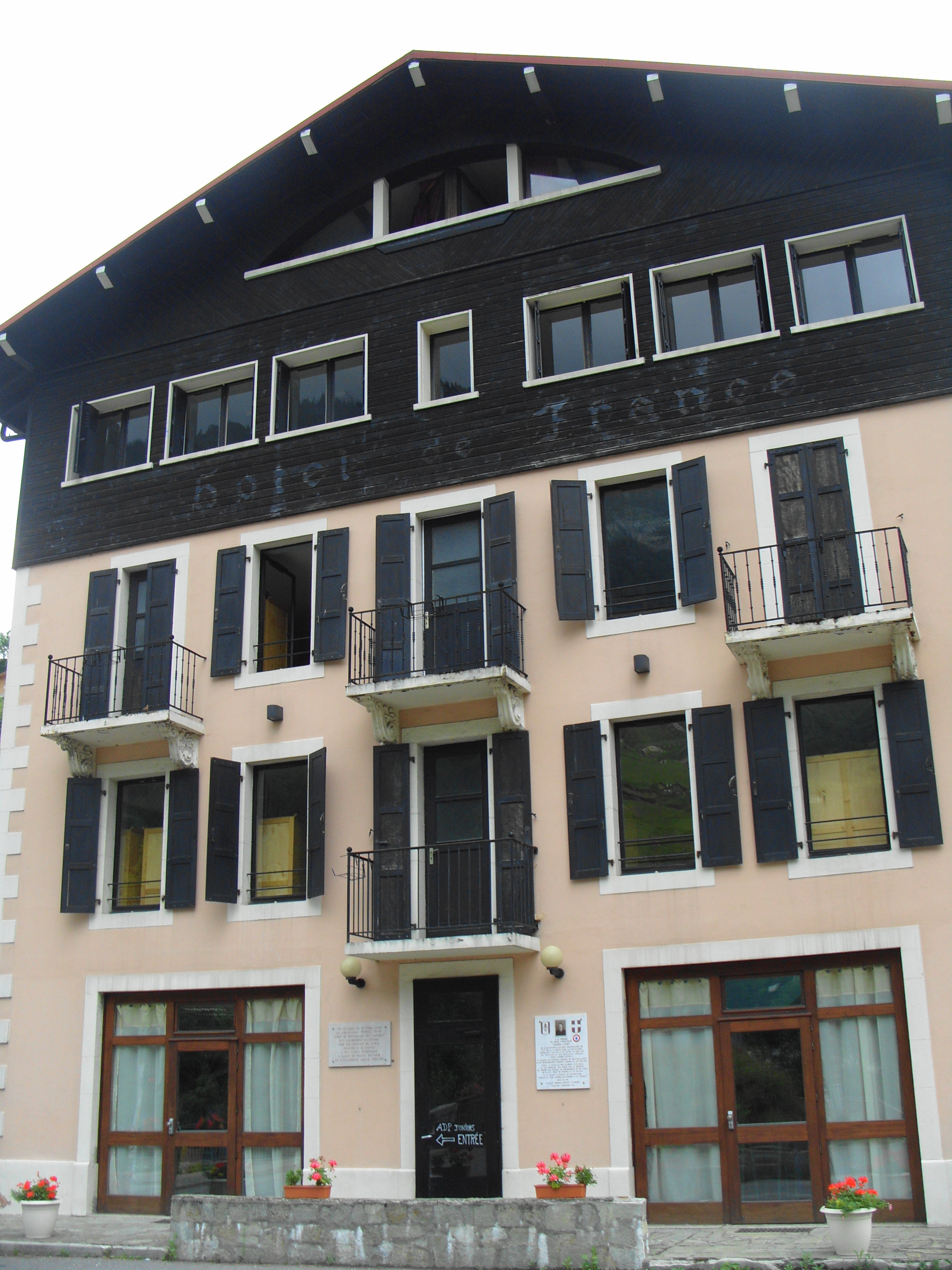
L'hôtel de France, ancien siège de l'état-major des G.M.R. (Entremont).

Le corps du lieutenant Théodose Morel est remonté sur le plateau des Glières, où il est enterré le 13 mars après une cérémonie religieuse. Le 2 mai suivant, son corps est descendu dans la vallée et il est aujourd'hui inhumé au cimetière militaire de Morette, devenu la nécropole nationale des Glières, en Haute-Savoie.

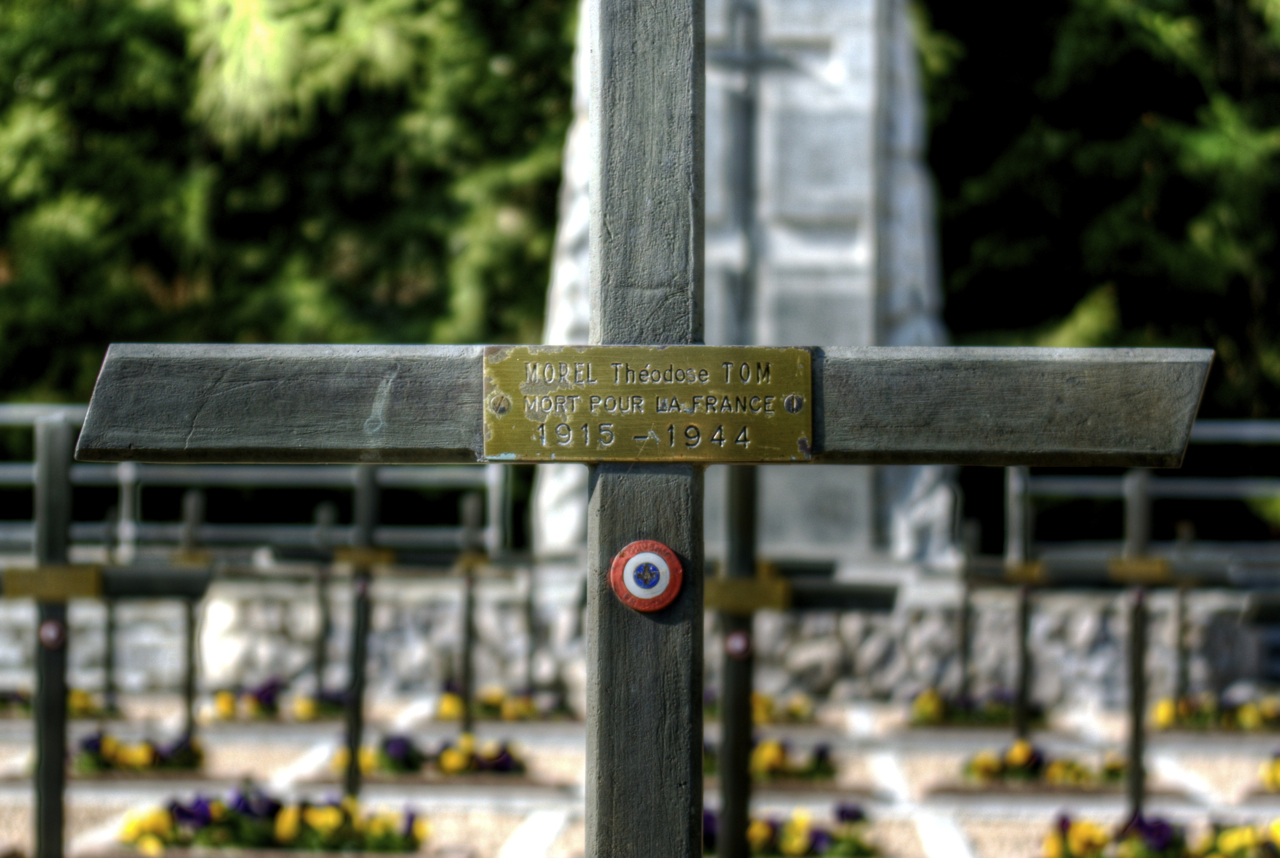
Tombe de Tom Morel à la nécropole de Morette en 2009.

### Famille
Tom Morel épouse Marie-Germaine Lamy. Ils ont trois enfants : Robert Morel (1939-1961), saint-cyrien de la promotion "Terre d'Afrique", lieutenant au 27e BCA tué accidentellement à Ifigha (Algérie) le 16 octobre 1961 ; Philippe Morel (1940-2010), amiral, président de l'Association des familles des compagnons de la Libération et vice-président de l'Association des Glières ; François Morel (1941-1944).
Marie-Germaine Lamy est décédée le 14 novembre 2010.
Son petit-fils, le colonel Ivan Morel, est le chef de corps du 27e bataillon de chasseurs alpins de 2019 à 2021.

## Décorations
|  |  |  |

- Chevalier de la Légion d'honneur,
- Compagnon de la Libération à titre posthume par décret du 20 novembre 1944,
- Croix de guerre 1939-1945 (2 citations)[7].

## Postérité
Le 5 novembre 1944, le général de Gaulle lui décerne à titre posthume la croix de la Libération. Voici le texte de la citation du lieutenant Théodose Morel pour la croix de la Libération :

« […] Déjà fait chevalier de la Légion d'honneur à vingt-quatre ans pour avoir capturé une compagnie italienne sur le front des Alpes en juin 1940. Instructeur à Saint-Cyr en novembre 1942, a aiguillé ses élèves vers la Résistance, s'est lancé lui-même corps et âme dans la lutte contre l'envahisseur, agissant tour à tour comme camoufleur de matériel, agent de renseignements, propagandiste. Démasqué par l'ennemi, s'est jeté avec une immense foi dans le maquis savoyard. Sans armes, a attaqué en combat singulier un officier allemand qu'il a réduit à l'impuissance. Devenu chef du bataillon des Glières, a été l'âme de la Résistance du Plateau, son chef et son organisateur. Le 9 mars 1944, après avoir enlevé d'assaut le village d'Entremont, a été assassiné lâchement au cours d'une entrevue qu'il avait demandée à ses vaincus pour épargner une effusion inutile de sang français. Restera dans l'épopée de la Résistance une incarnation du patriotisme français et l'un des plus prestigieux martyrs de la Savoie […]. »

— Journal officiel du 22 novembre 1944
En son honneur, la 174e promotion de l'École spéciale militaire de Saint-Cyr (1987-1990) a été baptisée Lieutenant-Tom-Morel.
Voici, pour tenter de caractériser en quelques mots la personnalité de Tom, une citation de Pierre Golliet tirée de Glières - Haute-Savoie - Première bataille de la Résistance - 31 janvier - 26 mars 1944 de Golliet, Pierre, Helfgott, Julien et Jourdan, Louis (1946) : 

« D'où lui venait cette force ? Sans doute de son énergie naturelle, qui était impressionnante, de son caractère intrépide et fougueux. Mais elle tenait aussi à un idéal de générosité et de sacrifice, qui était le fruit conscient et voulu de sa foi : « Priez, écrivait-il un jour au prêtre qui était son confident, pour que je garde jusqu'au bout, au milieu des difficultés comme au centre du bonheur et des joies de la famille, cette âme qui répugne à la médiocrité et qui voudrait s'élever toujours dans la noblesse. »
D'un bout à l'autre de sa vie de soldat, Tom aura été porté par ce vœu, qui est le vœu du véritable héroïsme. »

La salle des fête de Thorens-Glières porte son nom en son honneur.
En octobre 1995, le bâtiment de cours des classes préparatoires du lycée militaire de Saint-Cyr est baptisé « bâtiment Tom-Morel ».
La salle de travail de la 1re compagnie du lycée militaire d'Aix-en-Provence est nommée « salle Tom-Morel » en son honneur.
Le nouveau quartier du 27e BCA (de Cran-Gevrier, puis d'Annecy avec la réunification des communes en 2017) porte le nom de Tom Morel. Et depuis 2022, le lycée d'enseignement professionnel « LEP Carillon » qui fait face au Quartier militaire a été rebaptisé, à la suite d'importante transformation des bâtiments, en lycée professionnel Tom-Morel.
À Lyon, une place dans les pentes de La Croix-Rousse porte le nom de place Lieutenant-Morel.
Au campus universitaire d'Annecy, la résidence universitaire porte son nom.
Pierre Schoendoerffer fait référence à Tom Morel dans son film L'Honneur d'un capitaine (1982).
Des images des Glières, tournées sur place, y sont insérées, notamment celles de la tombe du lieutenant Morel.
Au travers de l'évocation du héros de fiction du film, le capitaine Caron (Jacques Perrin) alias « le petit Bara », qui fut un jeune résistant au plateau des Glières, Schoendoerffer évoque deux figures bien réelles et marquantes de sa jeunesse :

« J’étais en Alsace en 1939, réfugié tout de suite parce qu’on était sur la ligne de Reichofen. Réfugiés en Auvergne, à Clermont-Ferrand. Ensuite j’étais à Annecy pendant trois ans et demi. Et à Annecy il y avait le plateau des Glières. C’était une aventure extraordinaire qui a fait rêver les petits écoliers que nous étions. Il y a eu une légende : il y a Tom Morel et puis le capitaine Anjot. À mon avis il faut deux hommes pour faire un Christ. Il y a celui de la prédication joyeuse, c’est Tom Morel. Et l’autre qui monte au Golgotha parce qu’il sait qu’il va mourir et qu’il ne peut pas laisser tous ces gens-là sans commandement, c’est Anjot. Tout ça, ça laisse des traces. Ça n’est pas quelque chose qui s’éloigne comme un nuage qui se dissout. »

Le gymnase Tom Morel est inauguré au Lycée privé Sainte-Geneviève le 12 juin 2025.

## Filmographie
- [vidéo][Production de télévision - Documentaire] « Résistants : le maquis des Glières », Romain Clément (réalisateur), 10 novembre 2017, RMC Découverte (consulté le 16 décembre 2017)